# Margareta Pålsson-Widblad

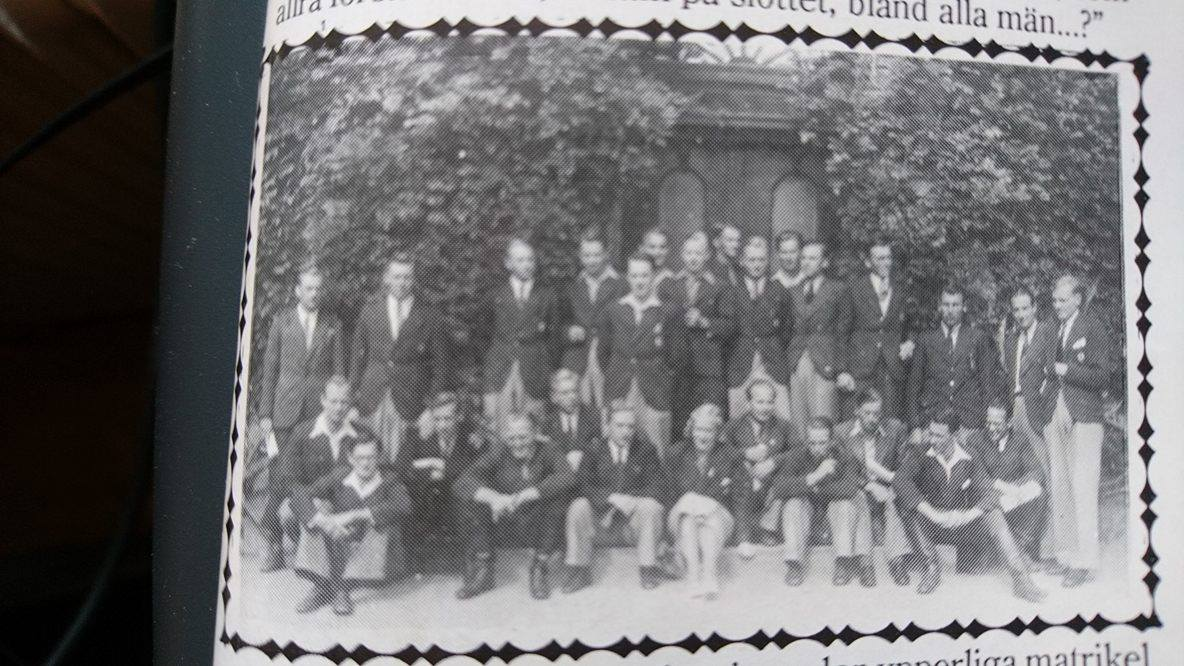

Margareta Pålsson-Widblad, född Eriksson 16 december 1914 i Götlunda, Närke, död 3 januari 1997 i Vårdinge, Södermanland, var den första kvinna att 1938 utbilda sig till lantmästare (dåvarande driftledarkurs) på Sveriges lantbruksuniversitet Alnarp.